# Einheitspreis
Der Einheitspreis ist der Preis, der je Einheit einer in einem Leistungsverzeichnis beschriebenen Teilleistung berechnet wird. Der Bauvertrag, bei dem der Einheitspreis die Grundlage der Vergütung darstellt, wird Einheitspreisvertrag genannt.  Dabei handelt es sich um die häufigste baurechtliche Vertragsart. Siehe auch Pauschalpreisvertrag, Selbstkostenerstattungsvertrag, Stundenlohnvertrag.
Die Gesamtvergütung ergibt sich beim Einheitspreisvertrag aus dem Produkt von Einheitspreis und den tatsächlich ausgeführten Leistungseinheiten, die durch ein Aufmaß und eine Mengenermittlung zu bestimmen sind. Die tatsächlich ausgeführten Leistungseinheiten kann von der im Vertrag vorgesehenen Zahl abweichen, so dass auch die Vergütung in der Schlussrechnung von der im Vertrag vorgesehenen Gesamtvergütung abweichen kann. Auf die tatsächlich benötigte Arbeitszeit und das tatsächlich verbrauchte Material kommt es bei einem Einheitspreisvertrag daher nicht an.
Im deutschen Recht findet sich die zentrale Regelung über den Einheitspreis in § 2 VOB/B (Vergabe- und Vertragsordnung für Bauleistungen Teil B).